# CeeLo Green
Thomas DeCarlo Callaway (Atlanta, Georgia, 30 de mayo de 1975), más conocido como CeeLo Green, (en ocasiones escrito como Cee Lo Green o Cee-Lo Green) es un artista de rap, R&B, soul y funk, compositor y productor estadounidense, más conocido por ser miembro del grupo de southern rap Goodie MOb. Ha editado dos exitosos álbumes en solitario, y entre sus singles se destacan "Closet Freak" (2002) y "I'll Be Around" (2003), producido por Timbaland, en el que también colabora.

## Biografía
Green nació el 30 de mayo de 1975 en Atlanta, Georgia. Sus padres eran bomberos, y comenzó su carrera musical en la iglesia. Su padre falleció cuando Green tenía dos años. Su madre quedó paralizada en un accidente automovilístico cuando Green tenía 16 años y falleció en 1993, cuando Green tenía 18.  En momento de la muerte de su madre, la carrera de Green con Goodie Mob acababa de despegar.

## Trayectoria
Junto con Big Gipp, T-Mo y Khujo, Green fue miembro original del grupo de hip hop de Atlanta Goodie Mob. Era el más joven de los cuatro. El grupo formó parte del colectivo de rap de Atlanta Dungeon Family, que también incluía a Outkast. Goodie Mob apareció en dos temas del álbum debut de Outkast de 1994, Southernplayalisticadillacmuzik, con Green como vocalista en "Call of da Wild" y "Git Up, Git Out". Durante este tiempo, Green también contribuyó con los coros en la exitosa canción de TLC de 1995, "Waterfalls".
Alrededor de 1999, durante la producción del álbum World Party, Green dejó Goodie Mob para emprender una carrera en solitario con Arista Records, y los miembros restantes continuaron actuando juntos bajo el nombre de Goodie Mob con Koch Records. Sin embargo, colaboraron en conjunto en el álbum de Dungeon Family, Even in Darkness (2001).
Ha colaborado en canciones con artistas como Common, Carlos Santana, Royce Da 5'9", Twista, OutKast, Seeed, Black Eyed Peas, Mac Miller, Dangerdoom, Cunninlynguists y Trick Daddy, y canta el fondo de la canción #1 de TLC, "Waterfalls". Lauryn Hill escribió "Do You Like the Way", y ella y Green aportaron la voz principal. Green también colaboró en la canción "We're All Gonna Die" del álbum Eat at Whitey's de Everlast (2000) y en la canción "Reverse" del álbum Forever de Puff Daddy (2000).
Recibió una nominación para los Grammy por su canción "Gettin' Grown", de su álbum Cee Lo Green and His Perfect Imperfections, en 2002.
Su éxito como compositor y colaborador incluye el sencillo "Don't Cha", de The Pussycat Dolls y Busta Rhymes, uno de los temas del año 2005.
Green trabajó en un equipo de colaboración llamado Gnarls Barkley, junto con Danger Mouse. El primer álbum, St. Elsewhere, fue lanzado el 24 de abril de 2006. El sencillo "Crazy" debutó como número 1 en las listas de descargas del Reino Unido. También estuvo trabajando con sus compañeros de Goodie MOb para la grabación del nuevo disco en 2006. Su hija Sierre ha aparecido en un programa de MTV, My Super Sweet 16, y tiene una canción que ha titulado "Young Man (Sierra's Song)",lo estuvo trabajando con el productor Jazze Pha para sacar un álbum bajo Columbia Records, que se llamará Happy Hour. Ha colaborado en el tema de Black Eyed Peas "Like That" y en el tema Roses de Outkast.
Su más reciente sencillo promocional lleva por título "F**k You"(compuesto por Bruno Mars), que fue censurado en EE. UU. y reeditado como "Forget You" que ya se encuentra en el top 10 de la Hot 100 de Billboard. Por esta canción ha sido nominado y ganador de un Grammy. También es conocido por la canción "Kung Fu Fighting" cuya interpretación original es de Carl Douglas (1974), usada en los créditos de la película Kung Fu Panda.
Fue Juez de The Voice compartiendo créditos con la cantante internacional Christina Aguilera y sus otros compañeros Blake Shelton y Adam Levine.

## Discografía
- Cee Lo Green and His Perfect Imperfections (2002).
- Cee-Lo Green... is the Soul Machine (2004).
- St. Elsewhere (2006) como Gnarls Barkley (Cee-Lo & Danger Mouse).
- The Odd Couple (2008) como Gnarls Barkley (Cee-Lo & Danger Mouse).
- The Lady Killer (2010).
- Cee Lo's Magic Moment (2012).
- Girl Power (TBA).
- Heart Blanche (2015).
- CeeLo Green is Thomas Callaway (2020).